# Tropidozineus vicinus
Tropidozineus vicinus là một loài bọ cánh cứng trong họ Cerambycidae.